# Vitomirești (gmina)
Vitomirești – gmina w Rumunii, w okręgu Aluta. Obejmuje miejscowości Bulimanu, Dejești, Donești, Stănuleasa, Trepteni i Vitomirești. W 2011 roku liczyła 2282 mieszkańców.